# Bryophryne cophites
Bryophryne cophites es una especie de anfibio anuro de la familia Craugastoridae. Es  endémica de Perú, más concretamente de un área reducida de la Cordillera Paucartambo en la provincia de Paucartambo, dentro del parque nacional del Manu. Habita en bosques enanos y en puna. Se encuentra amenazada de extinción debido a la destrucción de su hábitat por actividades agrícolas, que incluyen la quema de los pastizales en los que se encuentra.

## Publicación original
- Lynch, 1975 : A review of the Andean leptodactylid frog genus Phrynopus. Occasional Papers of the Museum of Natural History University of Kansas, n. 35, p.1-51.